# Ohlman, Illinois
Ohlman là một làng thuộc quận Montgomery, tiểu bang Illinois, Hoa Kỳ. Năm 2010, dân số của làng này là 135 người.

## Dân số
Dân số qua các năm:
- Năm 2000: 0 người.
- Năm 2010: 135 người.